# انیس بوجلبان
انیس بوجلبان (عربی: أنيس بوجلبان؛ زادهٔ ۶ فوریهٔ ۱۹۷۸) بازیکن فوتبال اهل تونس است.
از باشگاه‌هایی که در آن بازی کرده‌است می‌توان به باشگاه فوتبال تورکی یونایتد، باشگاه فوتبال آفریقایی، باشگاه فوتبال ای‌اف‌سی بورنموث، باشگاه ورزشی الاهلی مصر، و باشگاه فوتبال صفاقسی اشاره کرد.
وی همچنین در تیم ملی فوتبال تونس بازی کرده‌است.